# 紅毛城

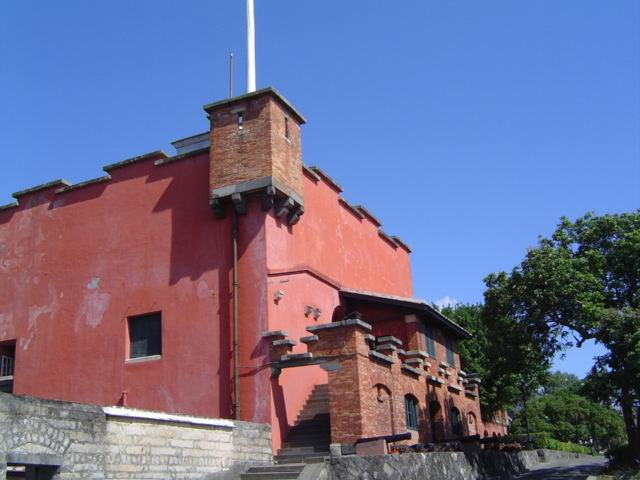
紅毛城

紅毛城（こうもうじょう）は古くはサント・ドミンゴ城（聖多明哥城）、アントニー要塞（安東尼堡）と称され台湾新北市淡水区に残る古跡。1628年、当時台湾北部を拠点としていたスペイン人により建設され、スペイン勢力撤退後はオランダ人により1644年に再建された。1867年以降はイギリス政府に租借され、当時のイギリス領事館が業務を開始し、それは1980年に中華民国政府に所有権が移管されるまで続いた。紅毛城は台湾に現存する最古の建築であると同時に、内政部により国家一級古跡に指定されている。また、2001年の台湾十大土木史蹟にも選定されている。

## スペイン・オランダ時代
16世紀の新航路発見以降、ヨーロッパ諸国は貿易による利益を求めアジア方面に進出し、その中で台湾にも進出してきた。オランダとスペインはそれぞれ台湾に上陸しオランダは南部、スペインは北部を中心に植民地統治を開始する。両国はその統治を強化すべく港湾と城砦を建設、スペインは1626年に現在の基隆和平島にサン・サルバドル城（聖薩爾瓦多城）を建設、1628年には淡水にサント・ドミンゴ城を建設し、後者が今日の紅毛城の前身となった。
スペイン人は淡水を淡水河水運統治の中心とした。1632年、スペイン人は台北盆地に進出、淡水河沿岸の原住民を服従させ、淡水から基隆までの道路（現在の陽金公路に相当）を建設、水運以外の交通を整備しその勢力を新竹一帯まで拡大させた。
1642年、オランダ勢力はスペイン人がフィリピン、ルソンでの混乱で台湾経営に集中できない状況を利用し北部に進出、紅毛城は無血開城しスペイン勢力が台湾より駆逐されることとなった。台湾北部に進出したオランダ人は1644年春より台南より資材・人材を投入しサント・ドミンゴ城を改築、1646年に完成しアントニー要塞（安東尼堡）と命名した。漢人はオランダ人を「紅毛」または「紅夷」と称していたことより一般に「紅毛城」と称されるようになり現在に至っている。現存する紅毛城の大部分はこの時建築されたものである。

## 鄭氏政権以降の変遷
1662年、鄭成功はオランダ勢力を台湾より駆逐した。台湾北部に進出した鄭成功は、左武衛何祐に淡水防衛のための紅毛城の修理を命じた。1683年に鄭氏政権が清朝に帰順すると紅毛城は一旦放棄された。しかし清初に台湾北部に多くの入植者が移住し、また原住民の招撫、治安維持や海防の必要が生じるようになると1724年に淡水庁同知王汧により大規模修理が行われ、城壁や城門を加えた統治拠点となった。しかしその後は政策の変更もあり、紅毛城は漸次防衛機能を失い廃墟と化していった。
その紅毛城が再び注目されたのは1858年、天津条約により淡水が開港されたことによる。咸豊年間の英仏連合軍に敗れた清朝は淡水を始めとして基隆、安平、打狗を開港、これにともない各港には各国の商社及び領事館が設置されることとなった。この時期イギリスは打狗、安平、淡水に領事館を設置した。当時台湾北部では茶葉と樟脳の輸出が増大しており、これに対応すべくイギリスは清朝と1867年に紅毛城の永久租借協定を締結、翌年には紅毛城内に領事館を設置し、イギリス人約10名が居住していた。
1895年に日本による台湾統治が開始されると、1912年にイギリス政府は日本政府との間に再び租借協定を締結した。1941年の太平洋戦争が勃発すると日本軍により紅毛城は接収される。戦後は再びイギリスに返還されたが、1972年の台英断交によりイギリス領事館は撤退、紅毛城はオーストラリア大使館により管理代行が行われ、その後台豪断交が行われるとアメリカ大使館が管理を行い、米台断交後はアメリカ在台協会により管理が1980年まで続けられた。その後外交部の交渉の結果、1980年6月30日に台湾政府に返還され、1984年から一般開放され現在に至っている。

## 国家一級古跡
紅毛城は国家一級古蹟に指定され内政部により紅毛城とイギリス領事部に区分・管理されている。紅毛城は当初軍事上の要求により建設されたものであり、外城壁の厚みは1.9mにも及ぶ。敷地内の古式大砲はイギリス人が装飾のために持ち込んだものである。
領事館エリアは1891年に典型的な2階建てのイギリス植民地様式で建築されたものである。その建築資材はほとんどが台湾内で調達され、外壁には清水紅磚、屋根には閩南紅瓦が使用されている。ただし1階の屋内にはジャワ島の建材が一部使用されている。